# Grand Prix Monako 1968
Grand Prix Monako 1968 (oryg. Grand Prix Automobile de Monaco) – trzecia runda Mistrzostw Świata Formuły 1 w sezonie 1968, która odbyła się 26 maja 1968, po raz 15. na torze Circuit de Monaco.
26. Grand Prix Monako, 15. zaliczane do Mistrzostw Świata Formuły 1.

## Klasyfikacja
| Legenda oznaczeń w tabelach wyników Wyświetl szablon na nowej stronie | Legenda oznaczeń w tabelach wyników Wyświetl szablon na nowej stronie                                                                     |
| Oznaczenie                                                            | Wyjaśnienie |
| --------------------------------------------------------------------- | --- |
| Złoty                                                                 | Zwycięzca lub mistrzostwo |
| Srebrny                                                               | 2. miejsce lub wicemistrzostwo |
| Brązowy                                                               | 3. miejsce lub II wicemistrzostwo |
| Zielony                                                               | Ukończył, punktował (w klasyfikacji generalnej, gdy zdobył co najmniej jeden punkt na przestrzeni sezonu, poza trzema powyższymi opcjami) |
| Niebieski                                                             | Ukończył, nie punktował (w klasyfikacji generalnej, gdy nie zdobył co najmniej jednego punktu na przestrzeni sezonu)                      |
| Czerwony                                                              | Nie zakwalifikował się (NZ) |
| Czerwony                                                              | Nie prekwalifikował się (NPK) |
| Różowy                                                                | Nie ukończył (NU) |
| Różowy                                                                | Niesklasyfikowany (NS) (w klasyfikacji generalnej, gdy nie został sklasyfikowany w żadnym wyścigu sezonu)                                 |
| Czarny                                                                | Zdyskwalifikowany (DK) |
| Czarny                                                                | Wykluczony (WYK/EX) |
| Biały                                                                 | Nie wystartował (NW) |
| Biały                                                                 | Kontuzjowany (K/INJ) |
| Biały                                                                 | Wyścig odwołany (OD/C) |
| Bez koloru                                                            | Został wycofany (WYC/WD) |
| Bez koloru                                                            | Nie przybył (NP/DNA) |
| Bez koloru                                                            | Nie brał udziału w treningach (NT/DNP) |
| Bez koloru                                                            | Nie został zgłoszony (–) |
| Pogrubienie                                                           | Start z pole position |
| Kursywa                                                               | Najszybsze okrążenie wyścigu |
| †                                                                     | Nie ukończył, ale jego rezultat został zaliczony ze względu na przejechanie więcej niż 90% dystansu wyścigu.                              |
| *                                                                     | Sezon w trakcie |
| 1/2/3                                                                 | Punktowana pozycja w sprincie kwalifikacyjnym                                                                                             |
| Lista systemów punktacji Formuły 1                                    | |

| Pos | No | Kierowca             | Konstruktor   | Okrążeń | Czas/powód NU   | Poz. Start. | Punktów |
| --- | -- | -------------------- | ------------- | ------- | --------------- | ----------- | ------- |
| 1   | 9  | Graham Hill          | Lotus-Ford    | 80      | 2:00:32.3       | 1           | 9       |
| 2   | 15 | Richard Attwood      | BRM           | 80      | + 2.2           | 6           | 6       |
| 3   | 7  | Lucien Bianchi       | Cooper-BRM    | 76      | + 4 okrążenia   | 14          | 4       |
| 4   | 6  | Ludovico Scarfiotti  | Cooper-BRM    | 76      | + 4 okrążenia   | 15          | 3       |
| 5   | 12 | Denny Hulme          | McLaren-Ford  | 73      | + 7 okrążeń     | 10          | 2       |
| NU  | 8  | John Surtees         | Honda         | 16      | Skrz. biegów    | 4           |         |
| NU  | 4  | Pedro Rodríguez      | BRM           | 16      | Wypadek         | 9           |         |
| NU  | 17 | Jo Siffert           | Lotus-Ford    | 17      | Różne           | 3           |         |
| NU  | 1  | Jean-Pierre Beltoise | Matra         | 11      | Wypadek         | 8           |         |
| NU  | 16 | Piers Courage        | BRM           | 11      | Podwozie        | 11          |         |
| NU  | 19 | Dan Gurney           | Eagle-Weslake | 9       | Silnik          | 16          |         |
| NU  | 3  | Jochen Rindt         | Brabham-Repco | 8       | Wypadek         | 5           |         |
| NU  | 2  | Jack Brabham         | Brabham-Repco | 7       | Zawieszenie     | 12          |         |
| NU  | 11 | Johnny Servoz-Gavin  | Matra-Ford    | 3       | Wał prz. napędu | 2           |         |
| NU  | 14 | Bruce McLaren        | McLaren-Ford  | 0       | Wypadek         | 7           |         |
| NU  | 10 | Jackie Oliver        | Lotus-Ford    | 0       | Wypadek         | 13          |         |
| NZ  | 18 | Jo Bonnier           | McLaren-BRM   |         |                 |             |         |
| NZ  | 21 | Silvio Moser         | Brabham-Repco |         |                 |             |         |